# Chelonus erythropodus
Chelonus erythropodus är en stekelart som beskrevs av He 1994. Chelonus erythropodus ingår i släktet Chelonus och familjen bracksteklar. Inga underarter finns listade i Catalogue of Life.